# Penticton-Summerland (circonscription britanno-colombienne)
Pour les articles homonymes, voir Summerland.
Circonscription électorale provinciale du Canada
Penticton-Summerland (auparavant Okanagan-Penticton (1991-2001) et Penticton-Okanagan Valley (2001-2009), Penticton (2009-2024)) est une circonscription provinciale de la Colombie-Britannique représentée à l'Assemblée législative de la Colombie-Britannique depuis 1991.

## Géographie
En 2020, la circonscription représente des parties des districts régionaux de Okanagan-Similkameen et de Central Okanagan. Les principales municipalités de la circonscription sont Penticton, Summerland, Peachland, Chute Lake (en), Naramata, Faulder (en), Summerland, Shingle Creek (en). La circonscription comprend la majeure partie du lac Okanagan.

## Liste des députés
| Législature                                                                        | Années                                                                             | Député                                                                             | Député                                                                             | Parti                                                                              |
| Okanagan-Penticton Circonscription issue de Boundary-Similkameen et Okanagan South | Okanagan-Penticton Circonscription issue de Boundary-Similkameen et Okanagan South | Okanagan-Penticton Circonscription issue de Boundary-Similkameen et Okanagan South | Okanagan-Penticton Circonscription issue de Boundary-Similkameen et Okanagan South | Okanagan-Penticton Circonscription issue de Boundary-Similkameen et Okanagan South |
| ---------------------------------------------------------------------------------- | ---------------------------------------------------------------------------------- | ---------------------------------------------------------------------------------- | ---------------------------------------------------------------------------------- | ---------------------------------------------------------------------------------- |
| 35e                                                                                | 1991–1996                                                                          |                                                                                    | Jim Beattie                                                                        | Néo-démocrate                                                                      |
| 36e                                                                                | 1996–2001                                                                          |                                                                                    | Rick Thorpe (en)                                                                   | Libéral                                                                            |
| Penticton-Okanagan Valley                                                          |                                                                                    |                                                                                    |                                                                                    |                                                                                    |
| 37e                                                                                | 2001–2005                                                                          |                                                                                    | Bill Barisoff (en)                                                                 | Libéral                                                                            |
| 38e                                                                                | 2005–2009                                                                          |                                                                                    | Bill Barisoff (en)                                                                 | Libéral                                                                            |
| Penticton                                                                          |                                                                                    |                                                                                    |                                                                                    |                                                                                    |
| 39e                                                                                | 2009–2013                                                                          |                                                                                    | Bill Barisoff (en)                                                                 | Libéral                                                                            |
| 40e                                                                                | 2013–2017                                                                          |                                                                                    | Dan Ashton                                                                         | Libéral                                                                            |
| 41e                                                                                | 2017–2020                                                                          |                                                                                    | Dan Ashton                                                                         | Libéral                                                                            |
| 42e                                                                                | 2020–2023                                                                          |                                                                                    | Dan Ashton                                                                         | Libéral                                                                            |
| 42e                                                                                | 2023-2024                                                                          |                                                                                    | Dan Ashton                                                                         | United                                                                             |
| Penticton-Summerland                                                               |                                                                                    |                                                                                    |                                                                                    |                                                                                    |
| 43e                                                                                | 2024–en cours                                                                      |                                                                                    | Amelia Boultbee (en)                                                               | Conservatrice                                                                      |